# Буте де Монвель, Бернар
Бернар Буте де Монвель (фр. Bernard Boutet de Monvel; 9 августа 1881, IV округ Парижа или Париж — 28 октября 1949, Асориш) — французский художник, представитель стиля ар-деко.

## Биография
Родился в 1881 году в Париже в семье художника. С 16 лет учился живописи под руководством Люка Оливье Мерсона. В 1898 году увлёкся офортом, подражая в этом отношении Уистлеру. Работы Буте де Монвеля пользовались успехом как во Франции, так и в Америке, а в 1912 году персональная выставка его офортов состоялась в Чикагском институте искусств.
В те же годы много работал также как иллюстратор книг и модных журналов; сотрудничал в качестве художника с модельером Полем Пуаре.
В годы Первой мировой войны был призван в армию, ранен в битве на Марне, но вернулся на фронт, служил в ВВС, был награждён орденом Почётного легиона (за боевые отличия). В 1917 году в Фесе (Марокко), где базировалась эскадрилья, Буте де Монвель создал множество эскизов, которые в дальнейшем дорабатывал. Они легли в основу серии ориентальных картин, которые Буте де Монвель представил в 1925 году в Париже на отдельной выставке. Более ранние фронтовые зарисовки Буте де Монвеля не опубликованы до сих пор.
С начала 1920-х годов, живя в Париже, много работал как художник-портретист, быстро став одним из ключевых представителей стиля ар-деко во французской портретной живописи. Параллельно создавал иллюстрации для журналов «Vogue» и «Harper's Bazaar» (для второго из них работал эксклюзивно в 1926—33 годах).
В 1930-е годы много работал как дизайнер интерьеров в дизайнерской фирме, возглавляемой Луи Сюэ. В 1926—29 годах Буте де Монвель посетил США, где с успехом прошли его персональные выставки в Нью-Йорке и Балтиморе. После этого стал получать множество заказов на портреты от представителей американского истеблишмента. Среди моделей Буте де Монвеля были члены богатейших семей Дюпон, Астор и Вандербильт.
В 1930-е годы продолжал весьма плодотворно работать как портретист.
Во время Второй мировой войны не покидал Франции. После войны быстро вернул себе былую славу и начал посещать США. Погиб в 1949 году в авиакатастрофе самолёта, летевшего по маршруту Париж — Нью-Йорк, произошедшей над Азорскими островами. В той же авиакатастрофе погибли спутник жизни Эдит Пиаф боксёр Марсель Сердан и профессиональная скрипачка Жинетт Невё.

## Буте де Монвель в Большой Советской энциклопедии
В первом издании Большой Советской энциклопедии была размещена следующая статья о Буте де Монвеле:

Буте де Монвель (Boutet de Monvel), Бернар (p. 1884), современный французский художник и гравер; ученик Л. О. Мерсона; работает в области портрета, пейзажа, исторического жанра. В Москве, в Музее нового западного искусства, имеется картина Буте де Монвеля «Канал».
— Буте де Монвель, Бернар // Большая советская энциклопедия : в 66 т. (65 т. и 1 доп.) / гл. ред. О. Ю. Шмидт. — М. : Советская энциклопедия, 1926—1947.

## Галерея

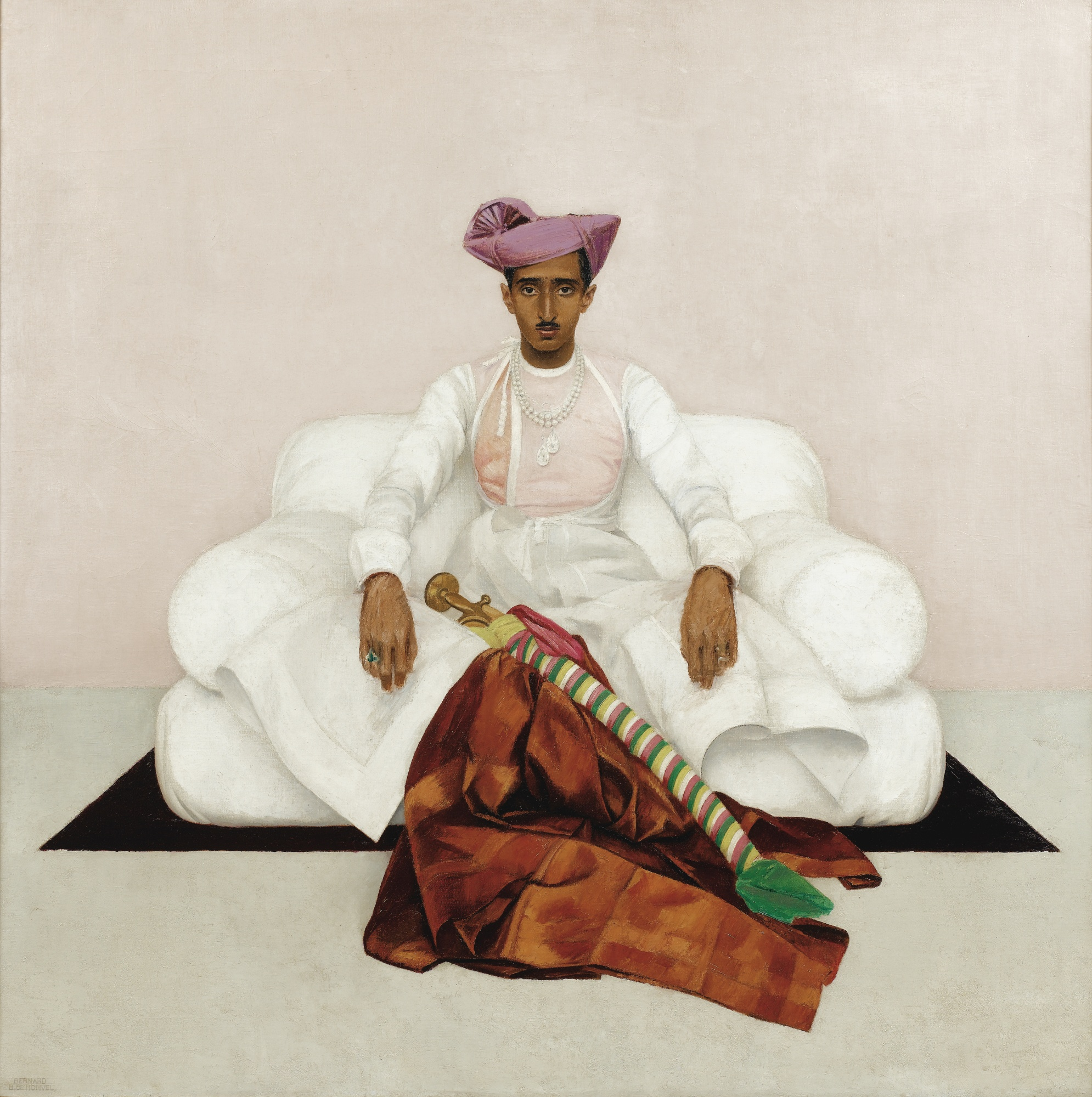
Махараджа Индора Яшвант Рао Холкар II в индийской одежде
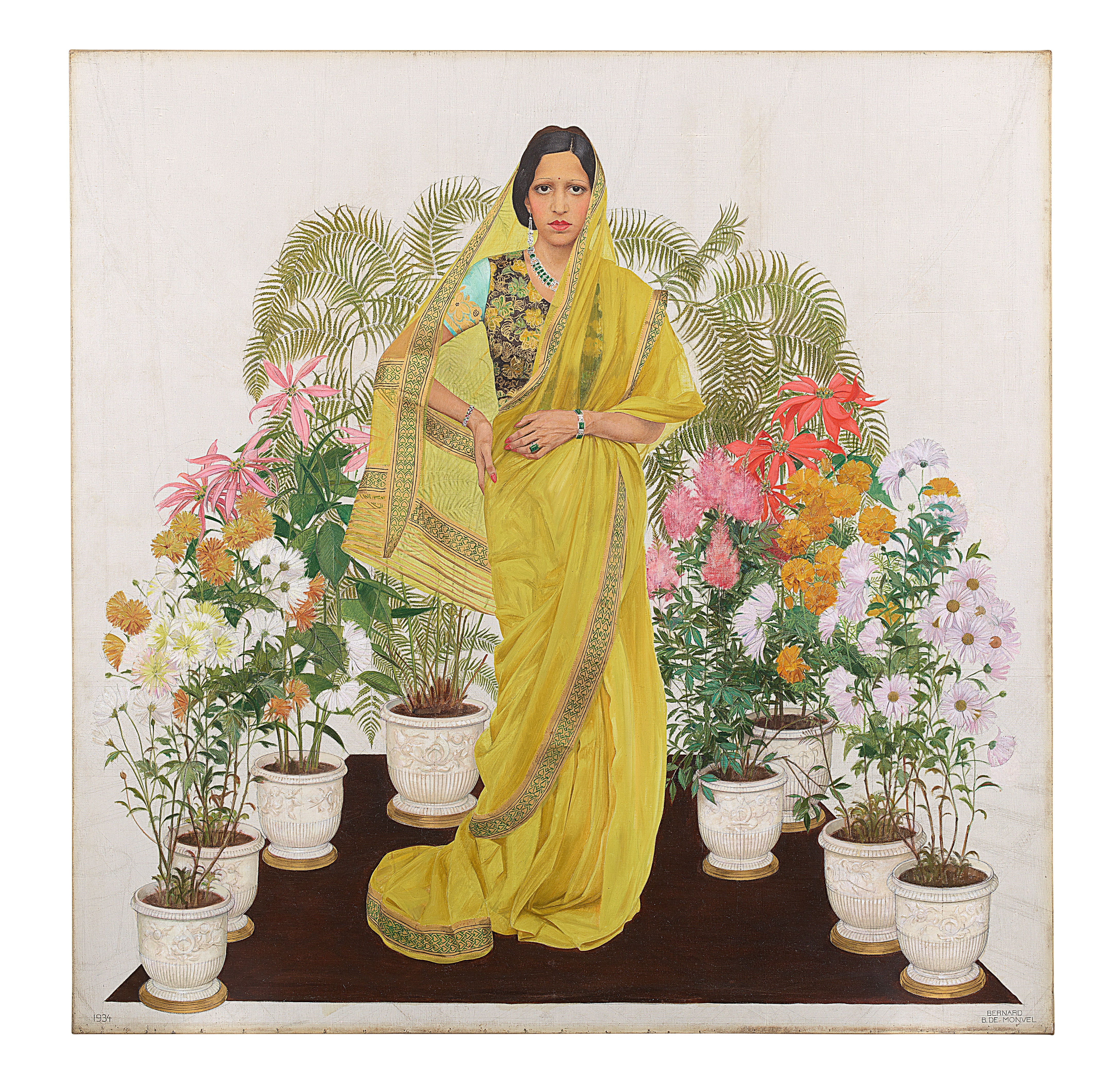
Махарани Индора, супруга махараджи. Портрет, парный к предыдущему
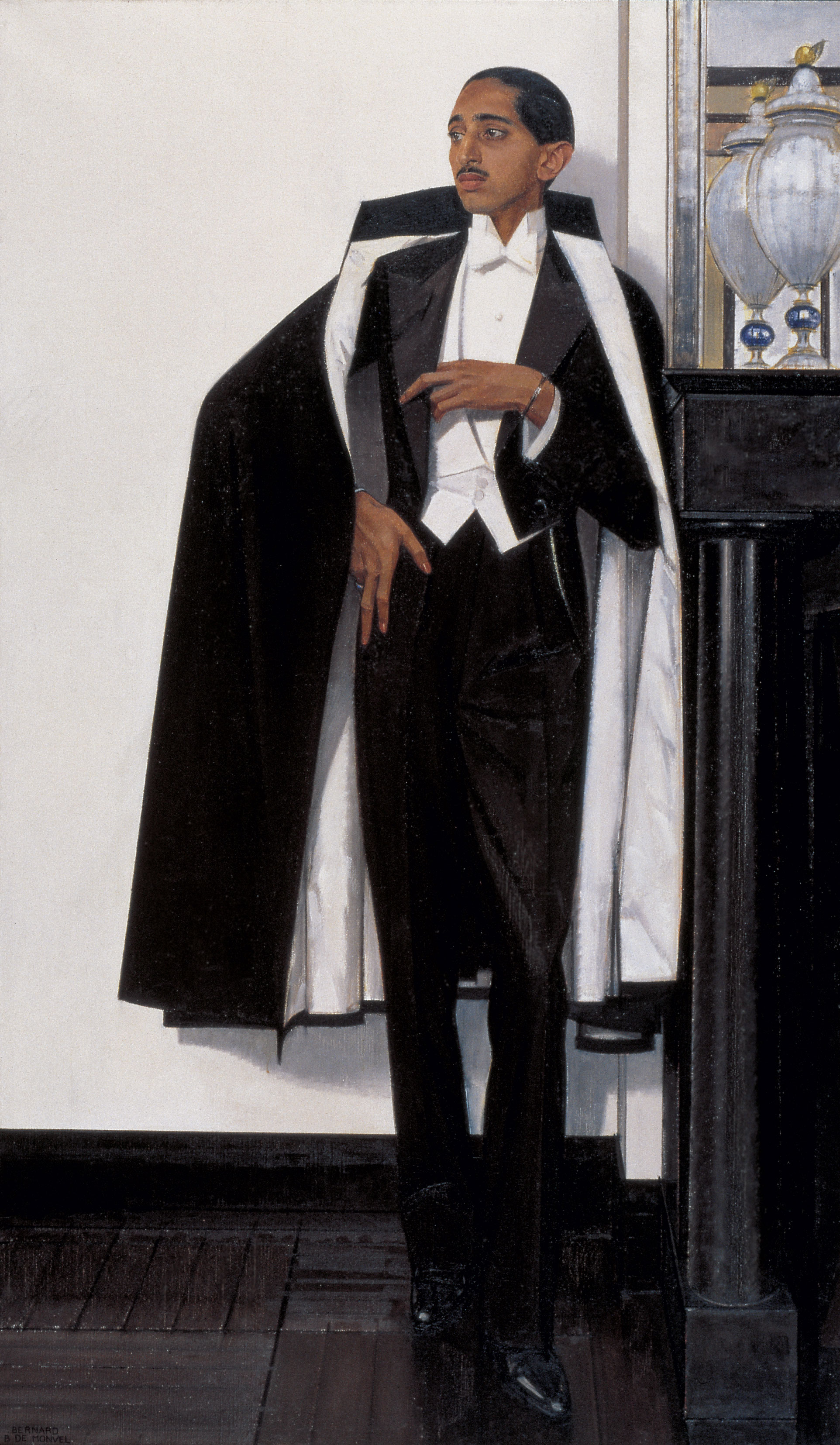
Махараджа Индора Яшвант Рао Холкар II  в европейской одежде
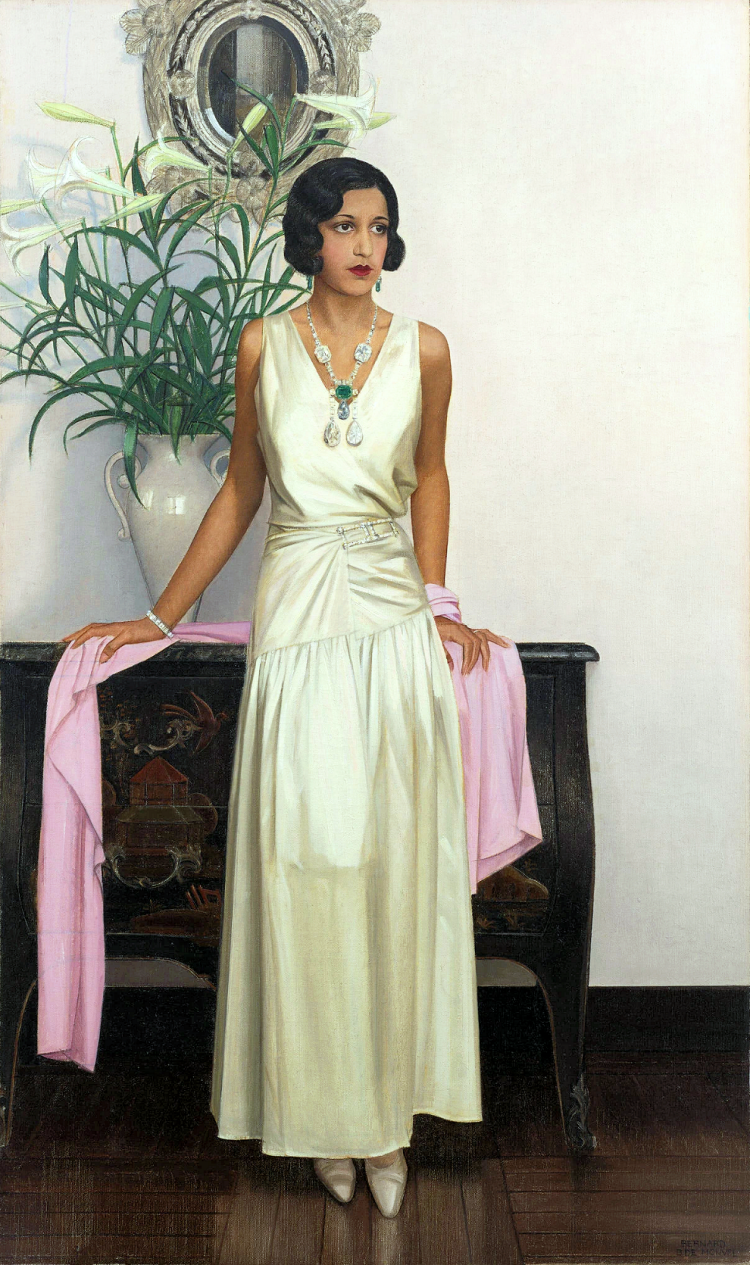
Махарани Индора. Портрет, парный к предыдущему
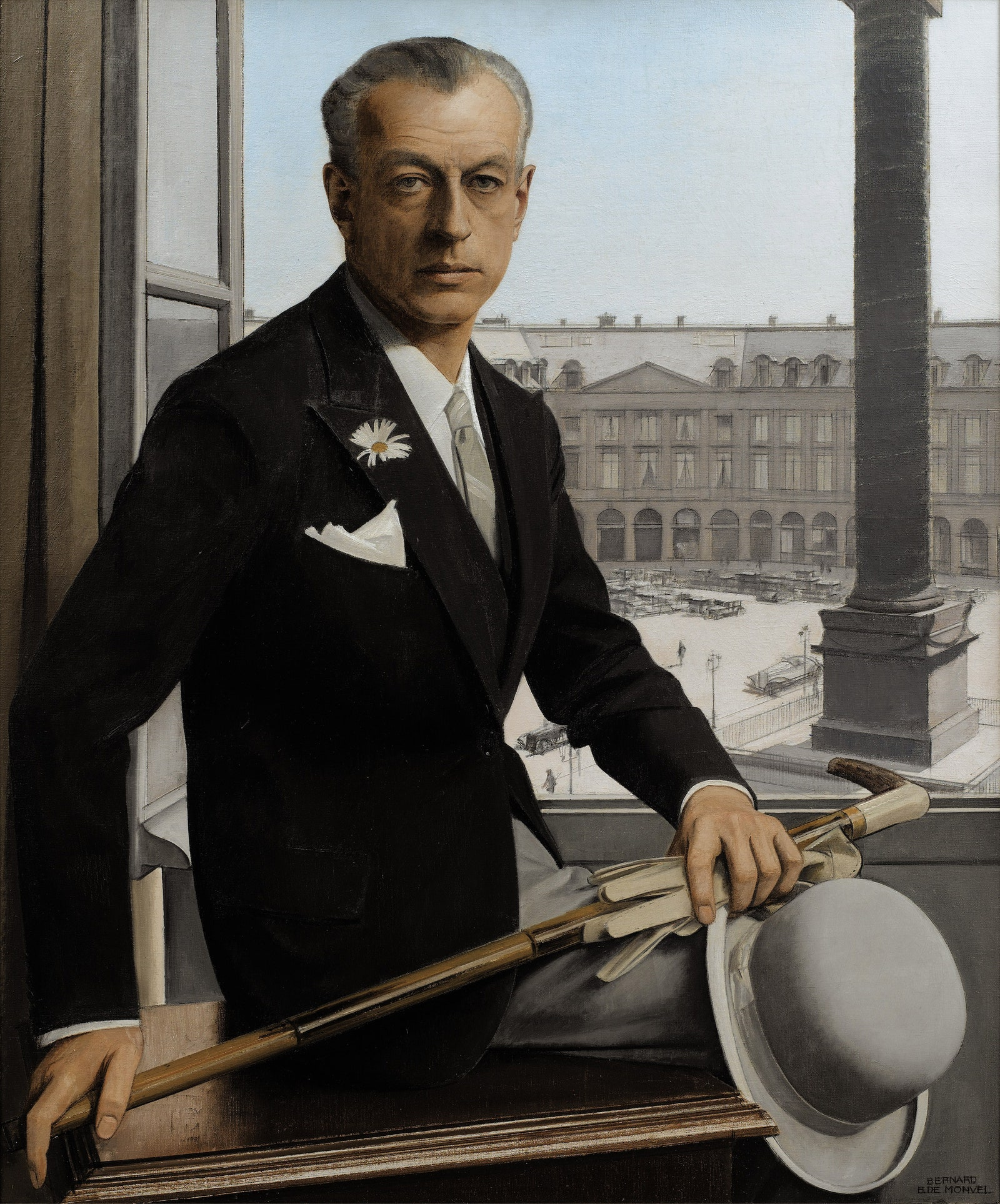
Автопортрет на Вандомской площади
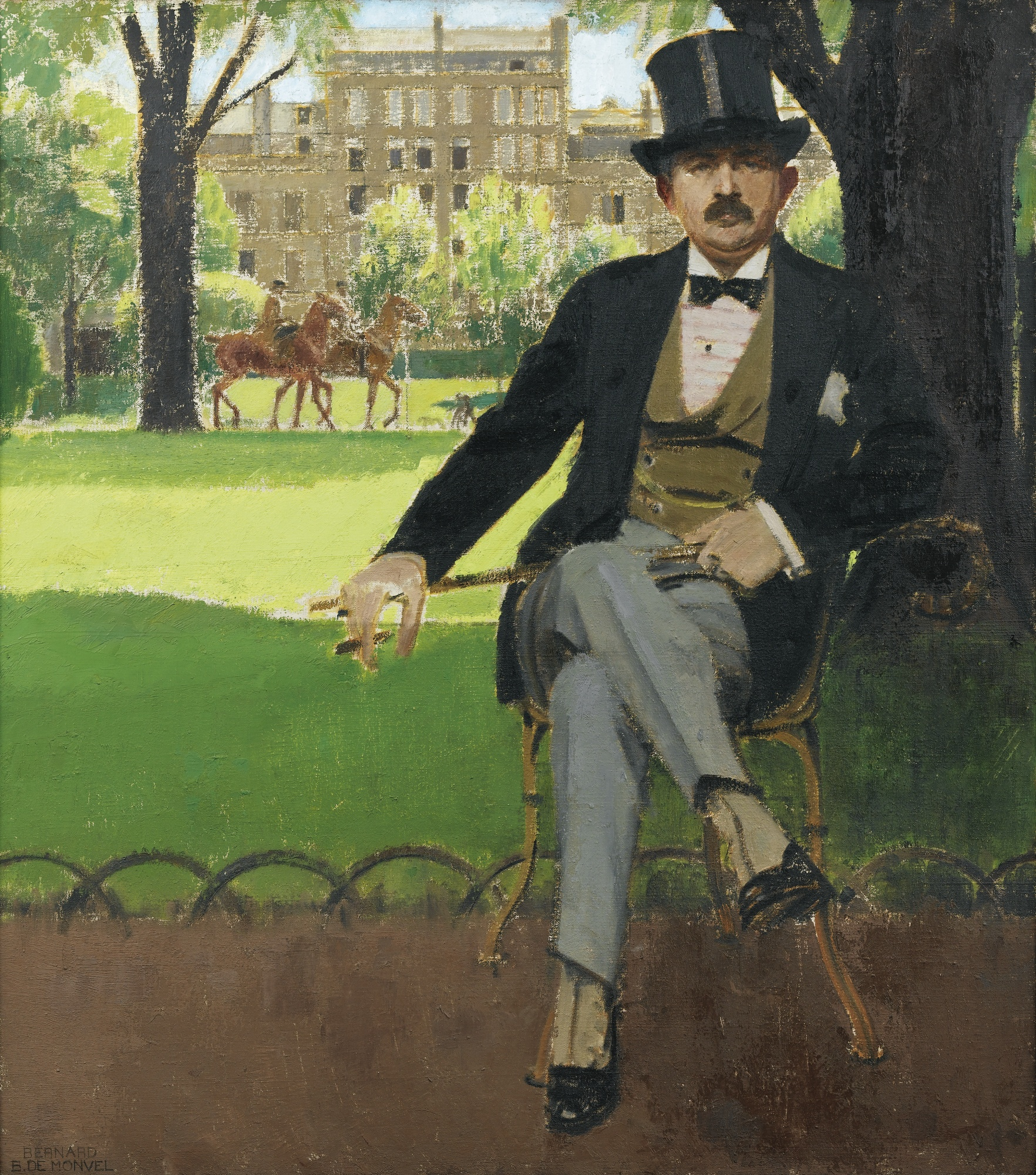
Французский промышленник Жорж Менье
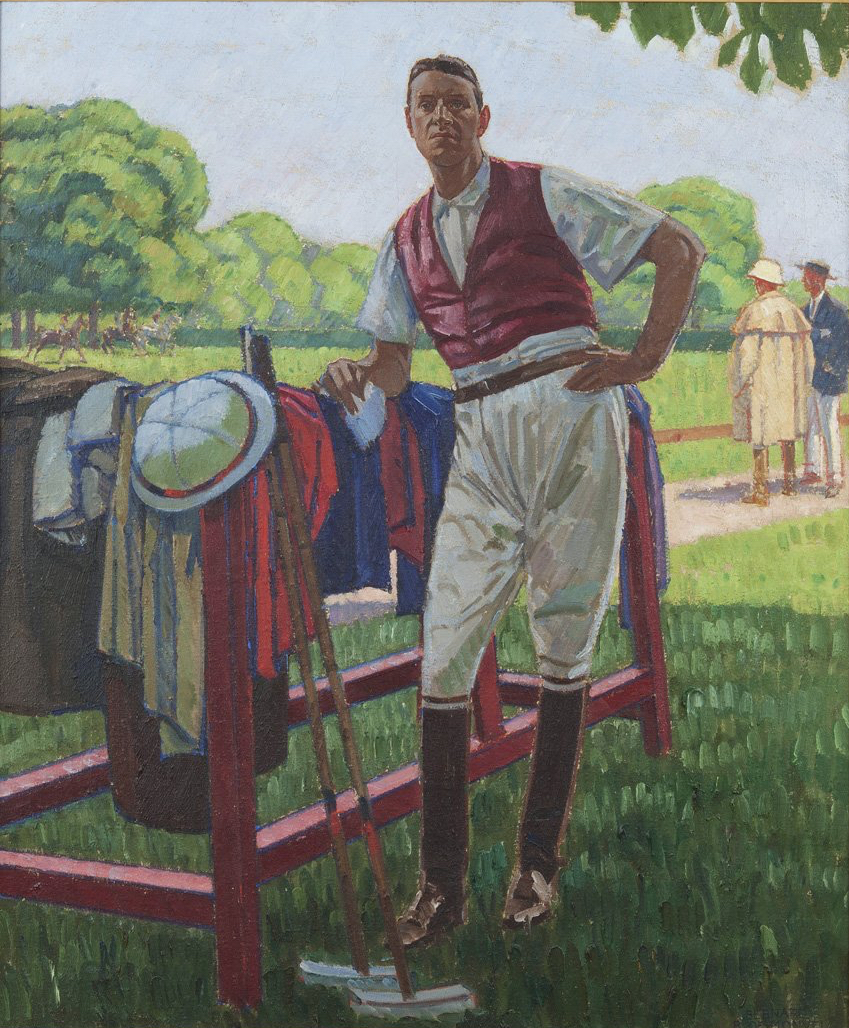
Князь Леон Радзивилл
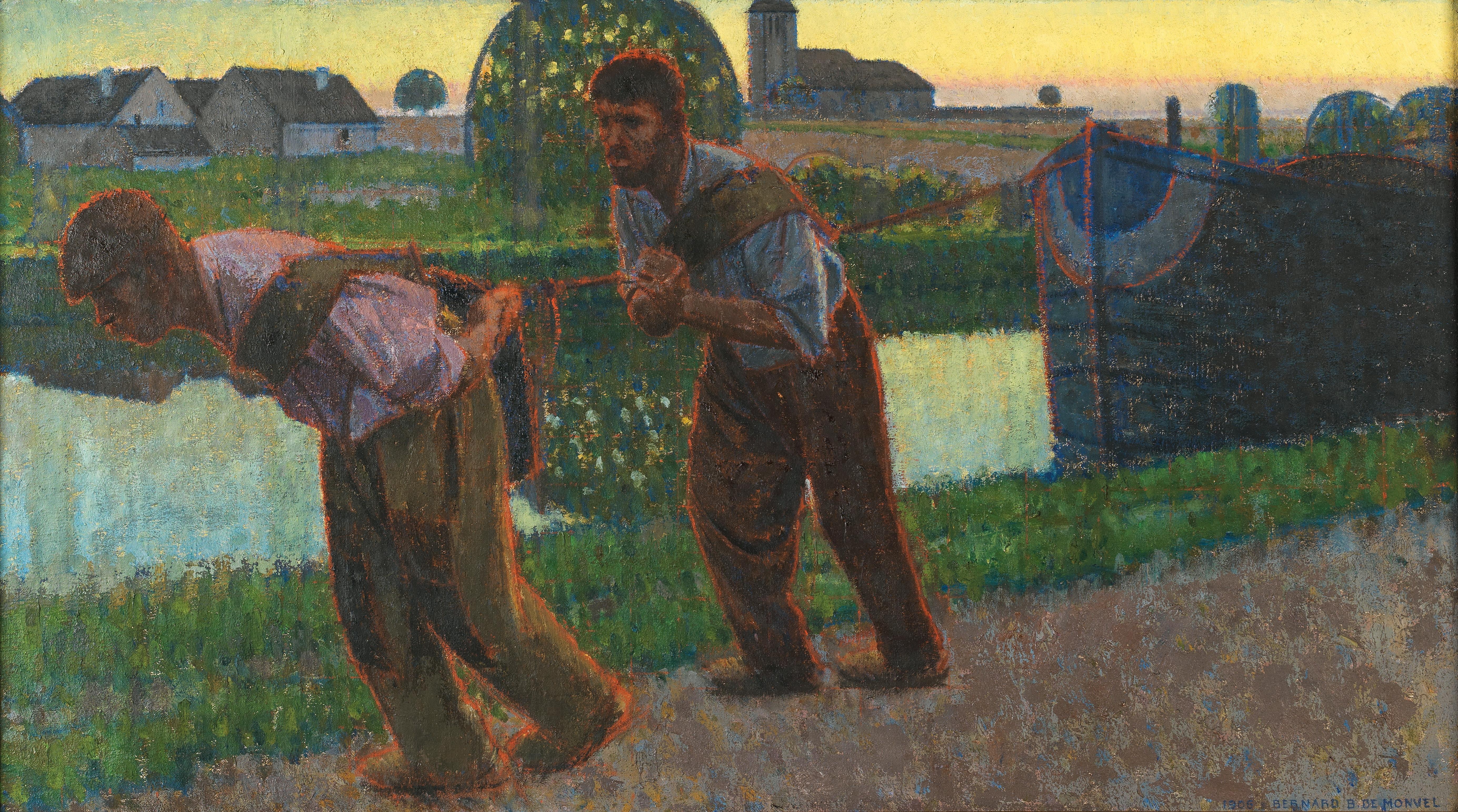
Бурлаки, 1906
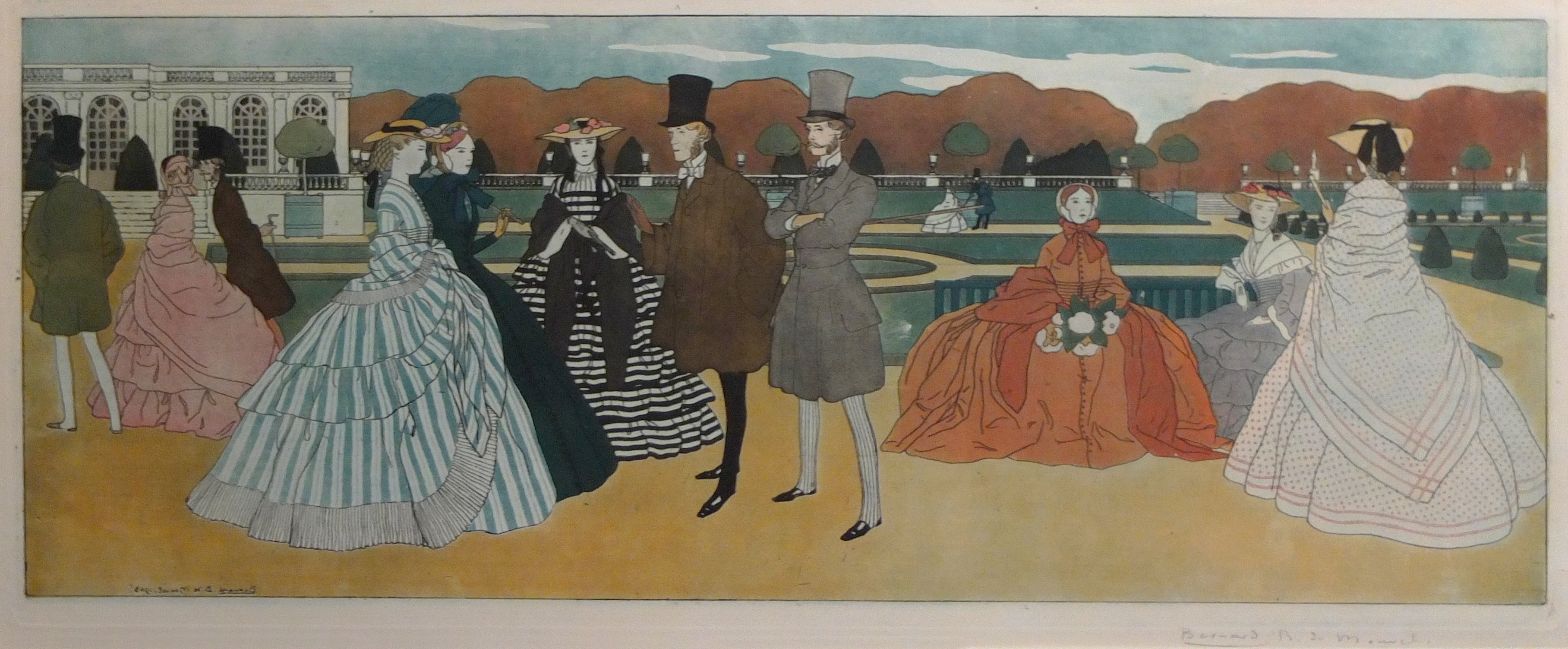
Сцена в парке, 1903
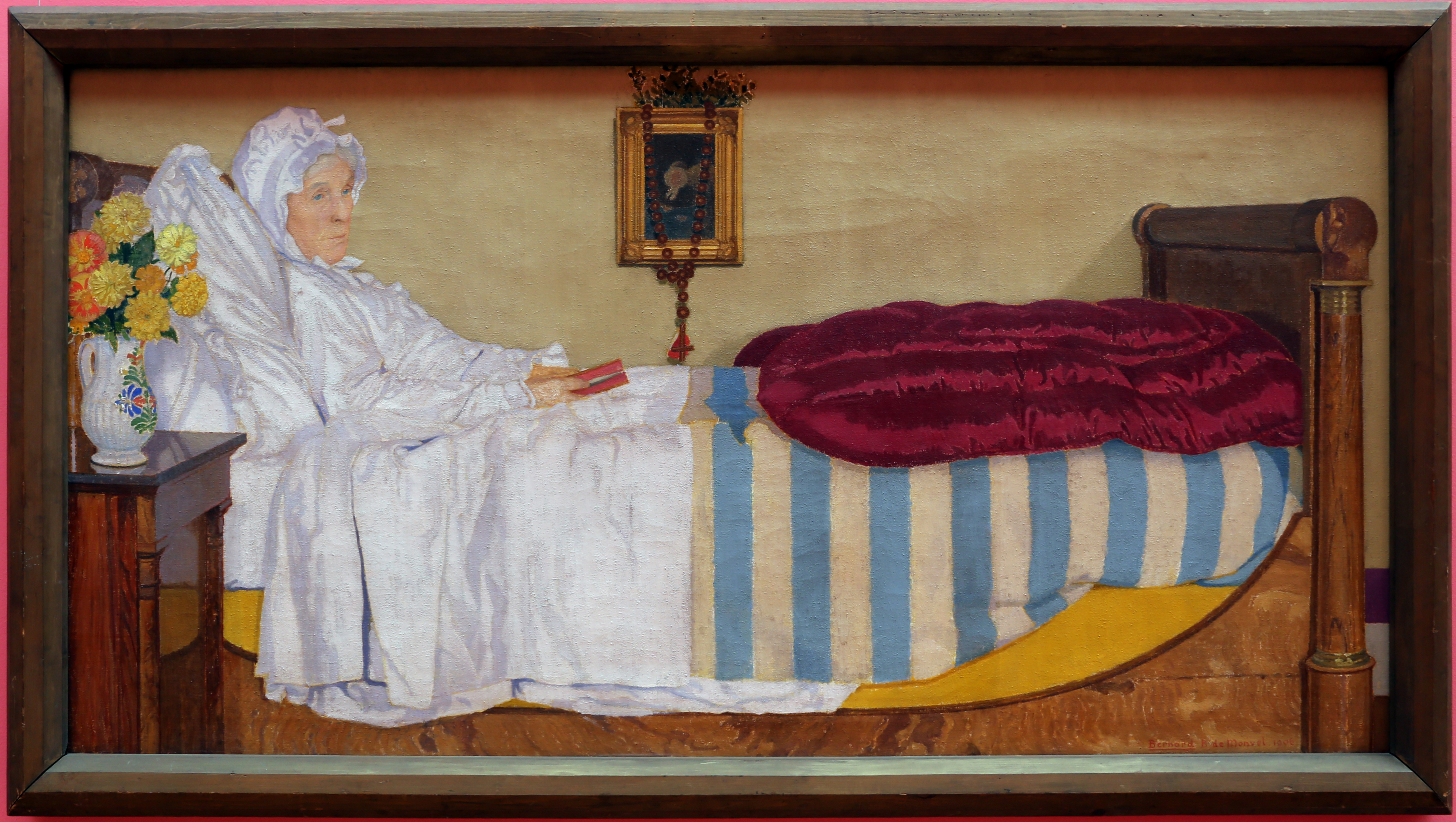
Выздоравливающая, 1906
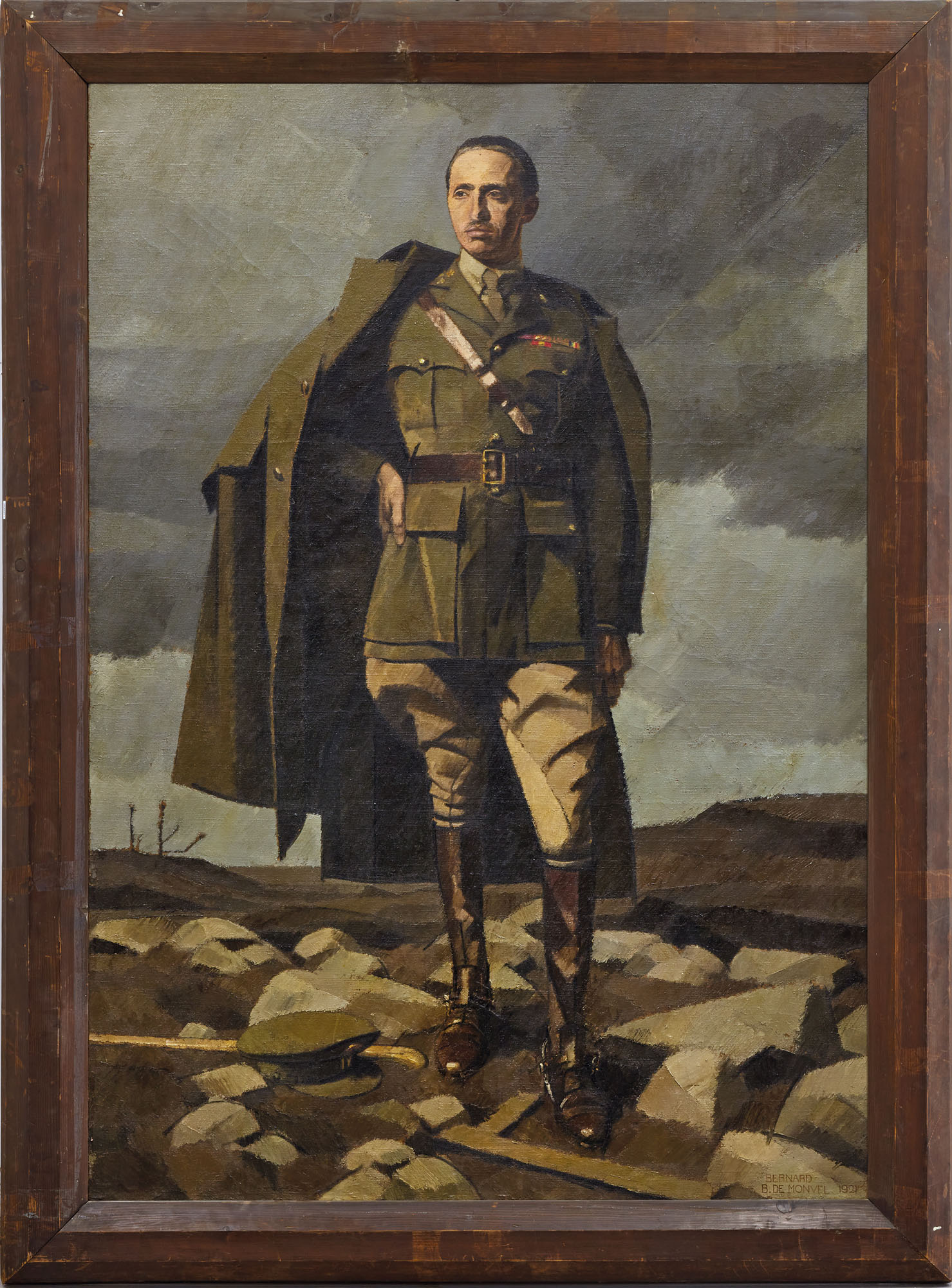
Принц Сикст Бурбон-Пармский
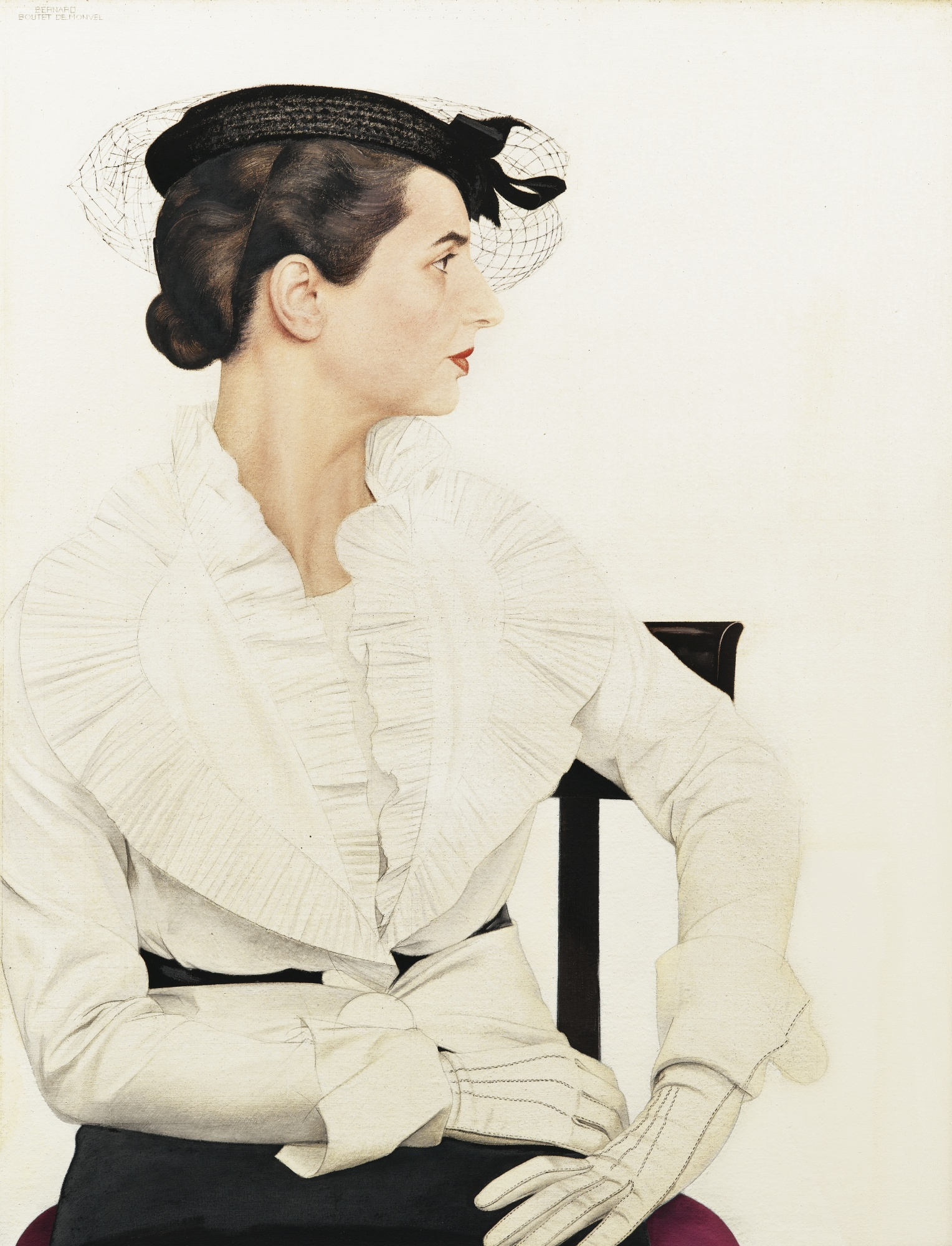
Дельфина Буте де Монвель